# Frede Nielsen
Frede Nielsen (5. maj 1891 i Ålsø – 16. juni 1954 i Sønderborg) var en dansk politiker (Socialdemokraterne) og minister.
Kirkeminister i Regeringen Hans Hedtoft I i perioden 13. november 1947 – 16. september 1950 og derefter minister for offentlige arbejder i samme regering fra 16. september 1950 – 30. oktober 1950.